# Bengt Wikner
Bengt Wikner, född 21 mars 1923, död 6 februari 2014, var en svensk friidrottare (diskuskastning). Han vann SM-guld i diskus 1949 med ett kast på 46,60 meter. Han tävlade för Mälarhöjdens IK. 1946 kom han sjua vid europamästerskapen som hölls i Oslo.